# Ammoniakwater
Ammoniakwater of gaswater is een bijproduct dat vrijkomt bij de reiniging van steenkoolgas in een gasfabriek.
Op de droge destillatie van 1000 kg steenkool kwam ongeveer 100 liter ammoniakwater vrij. Dit ontstond doordat het gas door gaswassers werd geleid, waarbij het met water werd besproeid, waarin het ammoniak oploste.
Deze ammoniak vond, vanaf ongeveer 1870, toepassing als grondstof bij de vervaardiging van soda volgens het Solvayproces. Een andere toepassing werd gevonden in de productie van zwavelzure ammoniak, die als kunstmeststof werd gebruikt.
Ammoniak wordt uit het ammoniakwater bereid door het te destilleren onder toevoeging van kalkmelk:
{\displaystyle {\ce {(NH4)2CO3 + Ca(OH)2 -> CaCO3 + 2H2O + 2NH3}}}
Het ontstane ammoniakgas wordt meestal direct gebonden aan zwavelzuur, waardoor zwavelzure ammoniak ontstaat.
Pas in 1910 werd het Haber-Boschproces gepatenteerd, waarmee men ammoniak kon produceren uit atmosferische stikstof.